# Nikolai Frederik Severin Grundtvig
Nikolai Frederik Severin Grundtvig (8. září 1783, Udby – 2. září 1872, Kodaň) byl dánský básník, historik, filosof, teolog, spisovatel, pastor, politik, titulární biskup a filolog období romantismu, jehož dílo se vyznačuje liberálním spojením luteránské teologie, severských tradic a praktické demokratické sociální politiky a vzdělávací práce. Je jednou z nejvýznamnějších osob dánské historie. Na jeho myšlenkách vyrostlo dánské národní uvědomění. Zásadním způsobem ovlivnil dánskou státní církev, politický systém a teorii i praxi vzdělávání ve své vlasti.

## Život

### Mládí a studia
Pocházel z rodiny ortodoxního luteránského kněze z Udby v jihovýchodním Sjællandu. Od roku 1798 studoval na latinské katedrální škole v Aarhusu a roku 1801 byl přijat ke studiu teologie na Kodaňské univerzitě. Po vlivem přednášek dánsko-německého filosofa Henrika Steffense přijal za své myšlenky německého romantismu o původní jednotě a harmonii, k niž lidstvo opět zamíří po překonání soupeřících sil.
Teologickou zkoušku složil roku 1803, duchovní služba jej ale nepřitahovala. Stal se domácím učitelem v rodině na ostrově Langeland a studoval Goethovu a Schillerovu poesii, německou filosofii a islandské ságy. Zajínal se o severskou mytologii, kterou vykládal jako boj mezi duchovní silou a surovou hmotou. Roku 1808 se vrátil do Kodaně. Postihla jej těžká duševní choroba (maniodepresivní psychóza), po jejímž překonání se navrátil k ideám křesťanství. Roku 1811 byl vysvěcen na kněze a byl pak nějaký čas kaplanem u svého otce.

### Polemika s Henrikem Clausenem
Po smrti svého otce roku 1813 se opět vrátil do Kodaně, kde ve svých přednáškách vystupoval proti tehdejšímu racionalistickému směru, představovanému teologem a politikem Henrikem Clausenem, a svými luthersko-reformačními kázáními si znepřátelil církev. V důsledku toho mu bylo zakázáno kázat v kostelích.
Roku 1820 byl ustanoven knězem v Præstø a roku 1822 v Christianshavnu v sousedství Kodaně. Jeho spory s Clausenem vyvrcholily roku 1825, když napsal pamflet Kirkens Gienmæle (Církevní replika) jako odpověď na Clausenovu tiskem vydanou teologickou knihu. V pamfletu zpochybnil Clausenovy teologické znalosti a označil jej za heretika. Clausen podal stížnost ke dvornímu soudu a Grundtvig byl odsouzen za urážku na cti a pokutován.

### Teologické názory

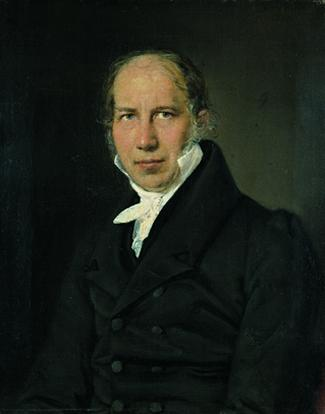
Grundtvig roku 1831

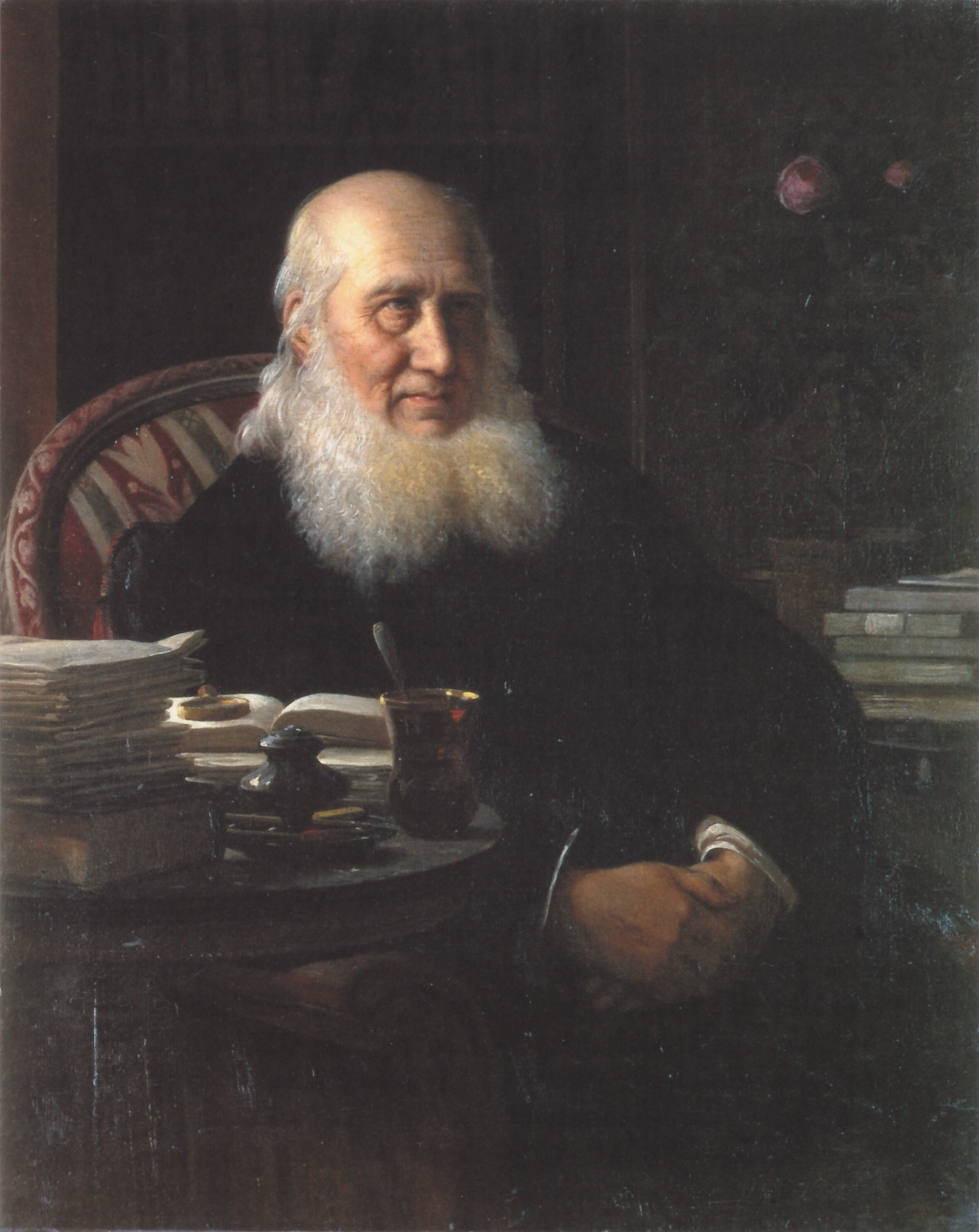
Grundtvig kolem roku 1862

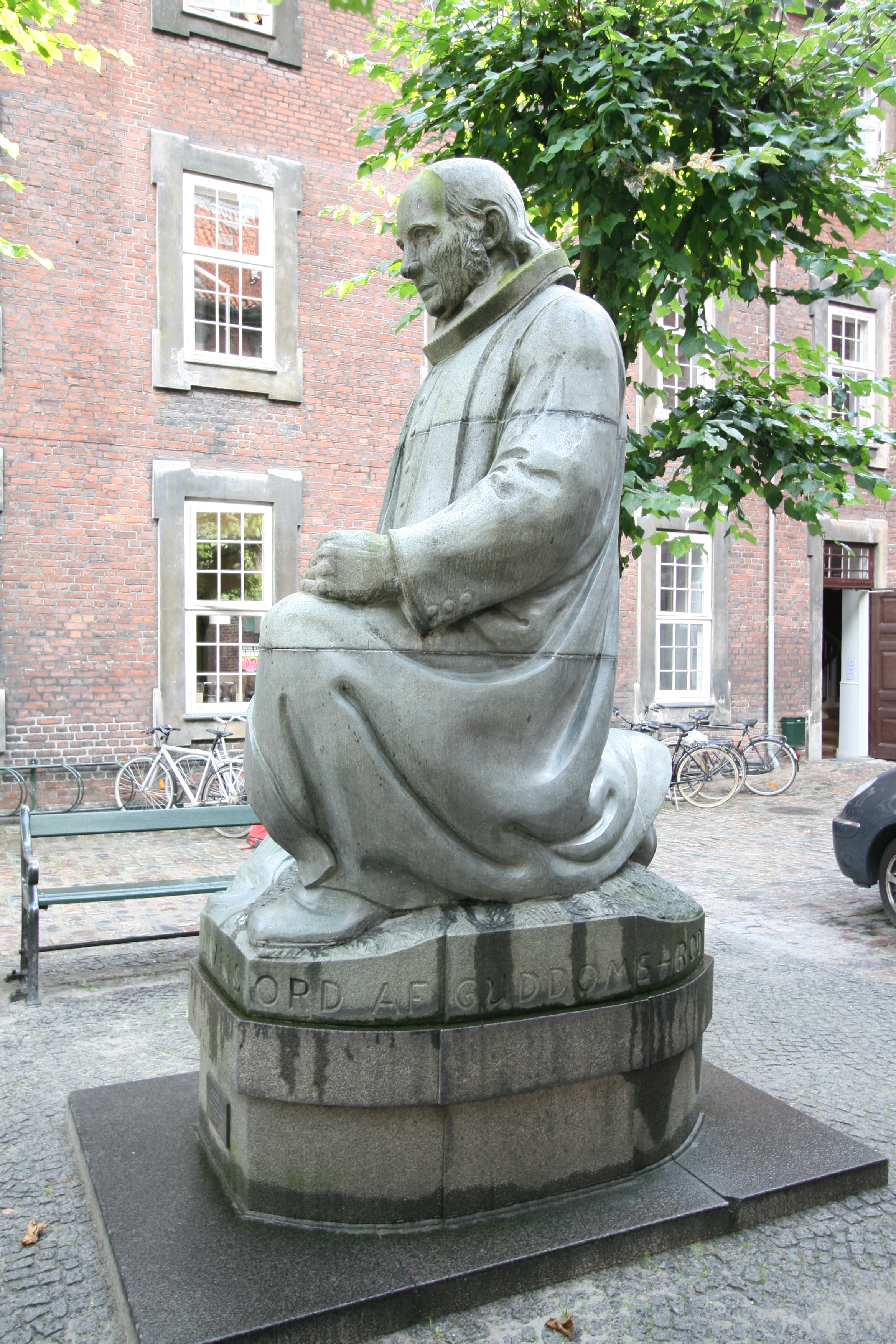
Grundtvigova socha ve Vartovu v Kodani od Nielse Skovgaarda

Důsledkem jeho sporu s Clausenem také bylo, že mu dánská cirkev zakázala pro jeho teologické názory na sedm let výkon povolání. Žil proto jako spisovatel a s podporou mecenášů založil časopis Theologisk maanedsskrift (Teologický měsíčník), kde publikoval své náboženské názory. Také navštívil v letech 1828–1831 několikrát Anglii za účelem studia anglosaštiny. Roku 1832 získal povolení opět kázat v Christianshavnu a roku 1839 byl jmenován knězem v kodaňské nemocnici ve Vartovu, kde působil až do smrti. Jeho teologické myšlenky byly plně rehabiltovány a roku 1861 byl jmenován biskupem. Prosazoval liturgickou svobodu kněží, zrušení nuceného křtu, občanskou rovnost vyznání a odloučení církve od státu, a odsuzoval ortodoxní náboženský dogmatismus. Na jeho učení vznikl systém křesťanské filosofie, tzv. grundtvigianismus.

### Politik a pedagog
Od roku 1844 se aktivně podílel na politickém životě. Povzbuzoval nadšenými písněmi studující mládež k boji za vlast a vydával týdeník Danskeren. Po dánské březnové revoluci v roce 1848 se stal členem dánského Ústavního shromáždění. V letech 1849–1858 byl poslancem dánského parlamentu, kde patřil k opozici a hlasoval s levicí. Zabýval se rovněž vzdělávacím systémem, jehož cílem cílem mělo podle jeho názoru být vytváření podmínek pro svobodný rozvoj přirozených sil člověka. Na tomto základě vznikl systém tzv. lidových vysokých škol (folkehøjskoler), odsuzující mrtvé memorování a prosazující živé slovo ústního projevu navazující na skutečný život.

### Rodinný život
Byl třikrát ženat. Se svou první manželkou Elisabeth Christinou Margrethe Blicherovou (1887–1851) se oženil roku 1818 a měl s ní dva syny Johana a Svenda a dceru Metu. Druhé manželství s Ane Marií Elisou Toftovou (1813–1854) uzavřel roku 1851, devět měsíců po smrti své první manželky. Ane Marie však zemřela již roku 1854, krátce po porodu syna Frederika. Jeho třetí ženou se stala Asta Adelheid Tugendreich Krag-Juel-Vind-Frijs (1826–1890), se kterou se oženil roku 1858, ve svých sedmdesáti pěti letech, což vyvolalo pobouření. Manželství však bylo šťastné a narodila se v něm dcera Asta Marie Elisabeth Frijs.
Jeho syn Johan (1822–1907) byl významným dánským archivářem a Svend (1824–1883) literárním vědcem, lingvistou, etnografem a sběratelem dánských lidových písní (především balad). Frederik (1854–1903) působil jako kněz v Iowě a byl folkloristou.

### Literární dílo a překlady
Jako spisovatel je Grundtvig autorem řady článků a polemik, lyrických a dramatických básní, biblických kázání, nábožných písní a žalmů, prací o severské mytologii a teologických, pedagogických i historických spisů. Cenné jsou i jeho překlady středověkých děl. V letech 1818 až 1823 přeložil z latiny dánskou národní kroniku Gesta Danorum Saxona Grammatica a z islandštiny Královské ságy Snorriho Sturlusona. Roku 1820 vydal první úplný dánský překlad staroanglického eposu Beowulf a roku 1840 přeložil anglosaskou báseň Fénix, dílo básníka z tzv. Cynewulfovy školy.

## Výběrová bibliografie
- Om Religionen og Liturgi (1807, O náboženství a liturgii).
- Maskeradeballet i Danmark (1808, Maškarní ples v Dánsku), dramatická báseň.
- Nordens mytologi (1808, Severská mytologie) s ústředním motivem boje pohanství a křesťanství.
- Idunna (1810), lyrická báseň.
- Saga (1811), lyrická báseň.
- Optrin af Norners og Asers Kamp (1811), dramatická báseň z norské minulosti.
- Kort Begreb af Verdens Krønike (1812, Stručný koncept světové kroniky), historický spis.
- Roskilde-Riim (1814), básně.
- En liden Bibelkrøniked (1814, Malá biblická kronika), učebnice biblické a církevní historie.
- Kvædlinger eller Smaakvad (1815), sbírka básní.
- Bibelske Praedikener (1816, Biblická kázání).
- Kirkens Gienmæle (1825, Církevní replika), polemika s Henrikem Clausenem.
- Kong Harald og Ansgar (1826, Král Harald a Ansgar), cyklus básní vydaných u příležitosti stého výročí příchodu svatého Ansgara do Dánska.
- Den Danske Stats-Kirke upartisk betragtet (1834, Dánská státní církev byla považována za nestrannou)
- Sangværk til den Danske Kirke 1-2 (1837–1841, Zpěvník pro dánskou církev).
- Fest-Psalmer (1853, Slavnostní žalmy).
- Kundgiørelse om Grundtvigs Danske Høiskole (1859, Oznámení o Grundtvigově dánské vysoké škole), pedagogický spis.
- Psalmer og aandelige Sange 1-5 (1868-1881, Žalmy a duchovní písně), sbírka nábožných písní a žalmů vycházejících z přesvšdčení, že pravé křesťanství je založeno na víře vyrůstající nikoliv z bible, ale z živého Kristova slova, předávaného z generace na generaci.[1]